# Іванців Мар'ян
Ма́р'ян Іва́нців (пол. Marian Iwańciów; 4 лютого 1906, Золочів — 14 березня 1971, Замостя) — польський художник і графік.

## Біографія
Його батько, Пилип Іванців, одружився зі Станіславою-Марією Сеправською. Мар'ян був їхнім первістком. Він закінчив факультет образотворчого мистецтва в Університеті Стефана Баторія в Вільнюсі і отримав ступінь художника в 1934 році. Після Другої світової війни він вчився в Університеті ім. Коперніка в Торуні протягом року. Його роботи були виставлені на щорічних виставках на факультеті образотворчого мистецтва в Університеті Стефана Баторія в 1933, 1934, 1935 роках. В 1939 році його гравюри (разом з працями інших видатних художників) були виставлені на польській виставці військової графіки, яка відбувалася в Познані. Його ескізи та картини були виставлені на індивідуальній виставці рік по тому. Деякі його індивідуальні виставки відбувалися в Вроцлаві (1953), Любліні (1960, 1963, 1964) та в Замості (1963, 1964, 1966). Його поїздки (переважно до Франції, Румунії та Югославії) забезпечили створення набору акварелей, картин виконаних олійними та пастельними фарбами (60-ті роки). В той час вони були виставлені в індивідуальній експозиції з назвою Нотатки з подорожей.
Він був призваний до військової служби на початку Другої світової війни. В 1939 році він був заарештований і ув'язнений на острові Соловки. Він провів два місяці в таборі ГУЛАГ на Соловках. А повернувся він до Вільнюса, так як його звільнили і в'язницю закрили в зв'язку з війною. Будівлі в'язниці були перетворені на флотські склади. Він працював вчителем в середній школі в Вільно до 21 червня 1941 року. В 1944 році він перебрався в Тракай, де і оселився. Політична ситуація в Литовській Соціалістичній Республіці примусила його приїхати до Польщі. Він жив в Нижній Сілезії, а потім в Замості з 1953 року. Окрім малювання він був зацікавлений викладанням. Він працював в Державному Ліцеї Образотворчого мистецтва. Він також управляв ним з 1965 до 1969. Він був одним із основоположників місцевої спілки митців.
Мар'ян Іванців був видатним художником в окрузі Замостя в 1960-х роках. Він не належав до жодної політичної партії. Був нагороджений Золотим Хрестом Заслуги за свої творчі здобутки.